# Altroßgarten
Altroßgarten – dawne przedmieście położone na północny wschód od zamku, później część śródmieścia Królewca, do 1945 siedziba parafii ewangelickiej.

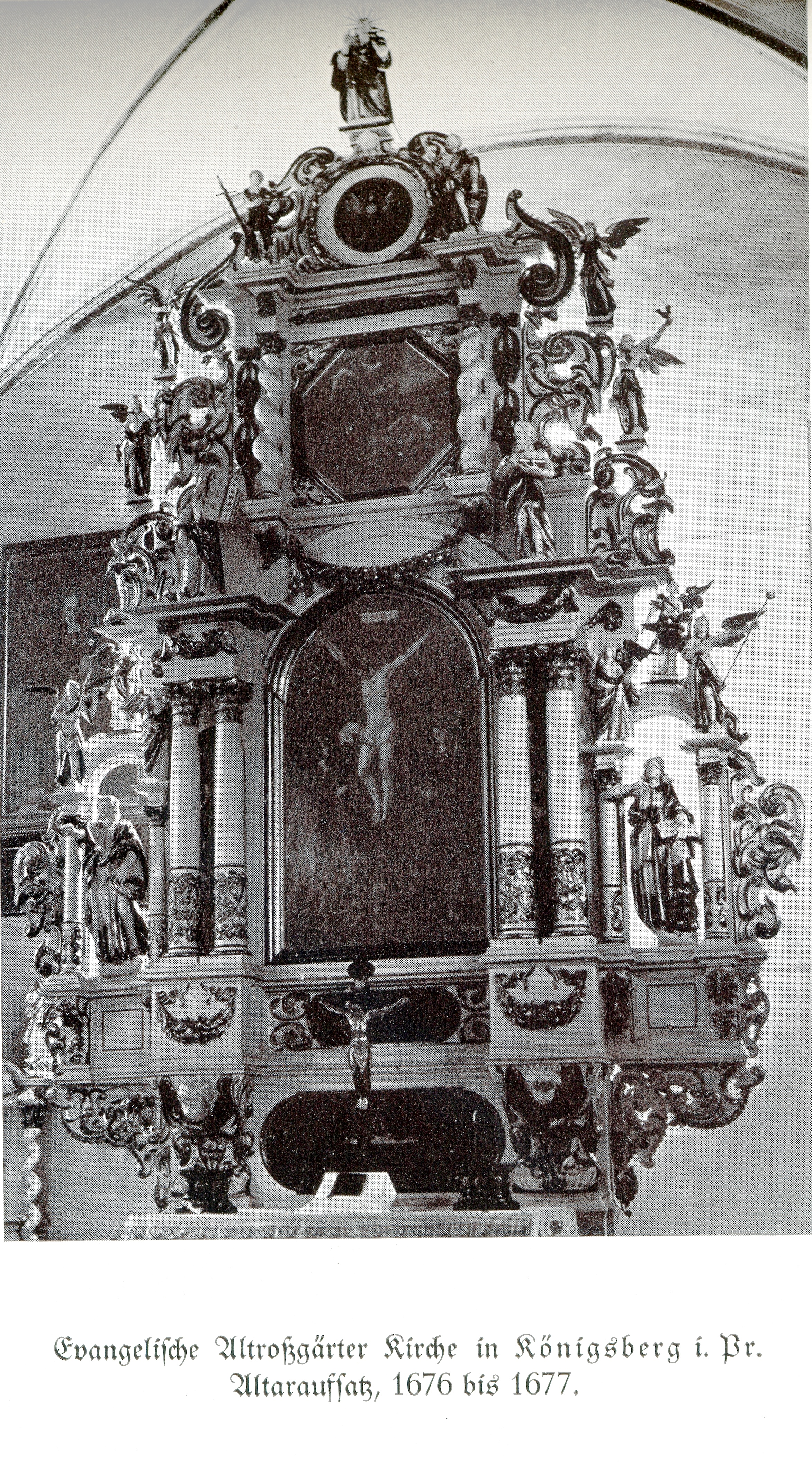
Ołtarz główny w kościele parafialnym na Altroßgarten w Królewcu (Johann Pfeffer).

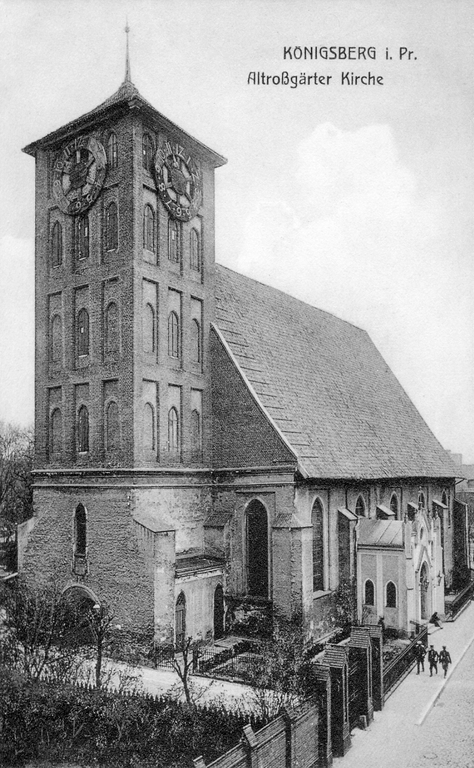
Kościół na Altroßgarten w Królewcu przed 1945

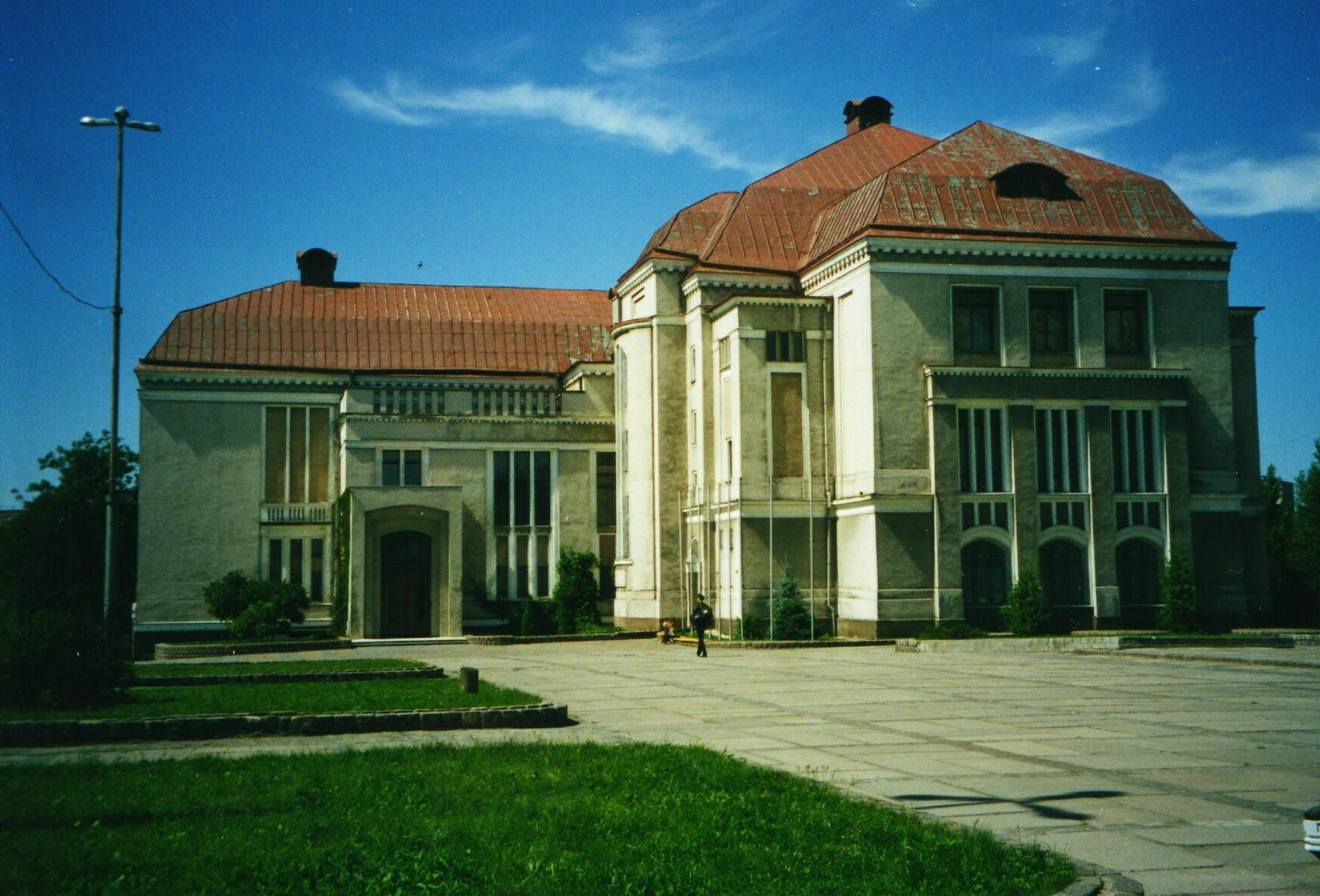
Muzeum Historyczno-Artystyczne w Królewcu

W średniowieczu obszar pastwiska dla bydła. W 1542 książę Albrecht założył wolniznę (niem. Freiheit) określaną jako „Neue Huben”, gdzie z czasem powstały osady Hinter-Roßgarten (1560) i Vorder-Roßgarten (1576), z własnymi herbami. Altroßgarten (nazwane tak później, dla odróżnienia od założonego w następnym stuleciu Neuroßgarten po zachodniej stronie Steindamm) obejmowało obszar między wschodnim brzegiem Stawu Zamkowego i wałami miejskimi, płd. granicę wyznaczała ul. Królewska (niem. Königstraße) – obecnie ul. Frunzego (ros. ul. Frunze – ул. Фрунзе).
W 1621 na Hinterroßgarten wzniesiono mały drewniany kościół, filialny Lipnika. Jednym z duszpasterzy był ks. Georg Weissel. Na tym samym miejscu, wokół wciąż użytkowanej pierwszej świątyni, w latach 1651–1683 zbudowano większą, murowaną, trójnawową z emporami i z pozornym drewnianym sklepieniem krzyżowym, w formach nawiązujących do gotyku, zwaną kościołem na Altroßgarten (niem. Altroßgärter Kirche). Budowę wieży ukończono w 1693. Wyposażenie wnętrza było barokowe, w tym ołtarz z 1677 i ambona (1666), baptysterium (1692) i organy Adama Gottloba Caspariniego z 1747, obrazy i epitafia. W 1932 przeprowadzono restaurację kościoła. Podczas działań wojennych został uszkodzony. Ruiny zburzono w 1968, obecnie w tym miejscu przebiega ul. 9 Kwietnia (ros.: ul. 9 aprelja – ул. 9 aпреля). Przy kościele znajdowało się studnia, wodzie z której przypisywano niegdyś nadprzyrodzone właściwości lecznicze.
Z przedwojennej zabudowy dzielnicy zachowała się odbudowana reprezentacyjna Hala Miejska (niem. Stadthalle) – sala koncertowa z 1912 przy dawnej ul. Vorderroßgarten – obecnie Muzeum Historyczno-Artystyczne (ros. Istoriko-chudožestvennyj muzej – Историко-художественный музей) oraz zabudowania szpitalne z końca XIX w., nadal pełniące swe funkcje (d. Hinterrosgarten), obecnie ul. Kliniczna (ros. ul. Kliničeskaja – ул. Клиническая). Przy Hinterrossgarten znajdowała się również siedziba komendantury twierdzy.